# ترکیب یگان‌های نبرد مسکو
این نوشتار شامل یگان‌های نیروهای تقابل‌گر ورماخت و ارتش سرخ هنگام آغاز نبرد مسکو در روز ۲ اکتبر سال ۱۹۴۱ است.

## ورماخت

### نیروی زمینی
از شمال به جنوب:
- گروه ارتش مرکز: فدر فن بک

| - - ارتش نهم: آدولف اشتراوس - سپاه ۲۳: سپهبد آلبرشت شوبرت - لشکر دویست و پنجاه و یکم پیاده‌نظام: سرتیپ کارل بورداخ - لشکر صد و دوم پیاده‌نظام: سرتیپ جان آنزات - لشکر دویست و پنجاه و ششم پیاده‌نظام: سرتیپ گرهارت کاوفمن - لشکر دویست و ششم پیاده‌نظام: سرلشکر هوگو هوفل - گروه زرهی ۳: هرمان هوت - سپاه ۶: سپهبد اوتو-ویلهلم فورتسر - لشکر صد و دهم پیاده‌نظام: سرلشکر ارنست زایفر - لشکر بیست و ششم پیاده‌نظام: سرتیپ والتر وایس - سپاه ۴۱ موتوریزه: سپهبد گئورگ-هانس راینهارت - لشکر سی و ششم پیاده‌نظام موتوریزه: سرلشکر اوتو اوتنباخر - لشکر یکم زرهی: سرلشکر فریدریش کیرشنر - لشکر ششم پیاده‌نظام: سرلشکر هلگه آولب - سپاه ۵۶ موتوریزه: سپهبد فردینانت شال - لشکر چهاردهم پیاده‌نظام موتوریزه: سرتیپ فریدریش فورست - لشکر ششم زرهی: سرتیپ فرانتس لنتگراف - لشکر هفتم زرهی: سرتیپ هانس فون فونک - لشکر صد و بیست و نهم پیاده‌نظام: سرتیپ اشتفان ریتاو - سپاه ۵: سپهبد ریشارت روئوف - لشکر سی و پنجم پیاده‌نظام: سرلشکر والتر فیشر فون وایکرستال - لشکر پنجم پیاده‌نظام: سرتیپ کارل آلمندینگر - لشکر صد و ششم پیاده‌نظام: سرتیپ ارنست دینر - سپاه ۸: سپهبد والتر هایتس - لشکر بیست و هشتم پیاده‌نظام: سرلشکر یوهان زینهوبر - لشکر هشتم پیاده‌نظام: سرتیپ گوستاف هونه - لشکر هشتاد و هفتم پیاده‌نظام: سرلشکر بوگیسلاف فون اشتوتنیتس - سپاه ۲۷: سپهبد آلفرد وگر - لشکر دویست و پنجاه و پنجم پیاده‌نظام: سرلشکر ویلهلم وتسل - لشکر صد و شصت و دوم پیاده‌نظام: سرلشکر هرمان فرانکه - لشکر هشتاد و ششم پیاده‌نظام: سرلشکر یواخیم ویتهوفت - ذخیره ارتش: - لشکر صد و شصت و یکم پیاده‌نظام: سرتیپ هاینریش رکه | - - ارتش چهارم: گونتر فن کلوگه - سپاه ۹: - لشکر صد و سی و هفتم پیاده‌نظام - لشکر دویست و شصت و سوم پیاده‌نظام - لشکر صد و هشتاد و سوم پیاده‌نظام - لشکر دویست و نود و دوم پیاده‌نظام - سپاه ۲۰: - لشکر دویست و شصت و هشتم پیاده‌نظام - لشکر پانزدهم پیاده‌نظام - لشکر هفتاد و هشتم پیاده‌نظام - سپاه ۷: - لشکر دویست و شصت و هفتم پیاده‌نظام - لشکر هفتم پیاده‌نظام - لشکر بیست و سوم پیاده‌نظام - لشکر صد و نود و هفتم پیاده‌نظام - گروه زرهی ۴: اریش هوپنر - سپاه ۵۷ موتوریزه: - لشکر بیستم زرهی - لشکر سوم پیاده‌نظام موتوریزه - لشکر داس رایش اس‌اس - سپاه ۴۶ موتوریزه: - لشکر پنجم زرهی - لشکر یازدهم زرهی - لشکر دویست و پنجاه و دوم پیاده‌نظام - سپاه ۴۰ موتوریزه: - لشکر دوم زرهی - لشکر دهم زرهی - لشکر دویست و پنجاه و هشتم پیاده‌نظام - سپاه ۱۲: - لشکر نود و هشتم پیاده‌نظام - لشکر سی و چهارم پیاده‌نظام | - - ارتش دوم: ماکسیمیلیان فن وایخس - سپاه ۱۳: - لشکر هفدهم پیاده‌نظام - لشکر دویست و شصتم پیاده‌نظام - سپاه ۴۳: - لشکر پنجاه و دوم پیاده‌نظام - لشکر صد و سی و یکم پیاده‌نظام - سپاه ۵۳: - لشکر پنجاه و ششم پیاده‌نظام - لشکر سی و یکم پیاده‌نظام - لشکر صد و شصت و هفتم پیاده‌نظام | - - گروه زرهی ۲: هاینتس گودریان - سپاه ۴۷ موتوریزه: - لشکر بیست و نهم پیاده‌نظام موتوریزه - لشکر هفدهم زرهی - لشکر هجدهم زرهی - سپاه ۲۴ موتوریزه: - لشکر چهارم زرهی - لشکر سوم زرهی - لشکر دهم پیاده‌نظام موتوریزه - سپاه ۴۸ موتوریزه: - لشکر نهم زرهی - لشکر بیست و پنجم پیاده‌نظام موتوریزه - لشکر شانزدهم پیاده‌نظام موتوریزه - سپاه ۳۵: - لشکر نود و پنجم پیاده‌نظام - لشکر دویست و نود و ششم پیاده‌نظام - لشکر دویست و شصت و دوم پیاده‌نظام - لشکر دویست و نود و سوم پیاده‌نظام - لشکر یکم سواره‌نظام - سپاه ۳۴: - لشکر چهل و پنجم پیاده‌نظام - لشکر صد و سی و چهارم پیاده‌نظام |

- - ذخیره گروه ارتش:
    - هنگ پیاده‌نظام گروس‌دویچلانت
    - لشکر نوزدهم زرهی
    - تیپ موتوریزه ۹۰۰ لر[۱][۲][۳]

## ارتش سرخ

### نیروی زمینی
از شمال به جنوب:
- جبهه غربی: ایوان کونف
  - ارتش بیست و دوم
  - ارتش بیست و نهم
  - ارتش سی‌ام
  - ارتش نوزدهم
  - ارتش شانزدهم
  - ارتش بیستم
- جبهه ذخیره: سیمیون بودیونی
  - خط مقدم:
    - ارتش بیست و چهارم
    - ارتش چهل و سوم

  - پشت خط مقدم:
    - ارتش سی و یکم
    - ارتش چهل و نهم
    - ارتش سی و دوم
    - ارتش سی و سوم
- جبهه بریانسک: آندری یریومنکو
  - ارتش پنجاهم
  - ارتش سوم
  - ارتش سیزدهم
  - گروه عملیاتی یرماکوف[۴]